# لو تاکاه
لو تاکاه (انگلیسی: Leo Takae؛ زادهٔ ۲۷ ژوئن ۱۹۹۸) بازیکن فوتبال اهل ژاپن است.
از باشگاه‌هایی که در آن بازی کرده‌است می‌توان به باشگاه فوتبال گامبا اوساکا اشاره کرد.